# Cyril Martin
Cyril Frank Oliver Martin (ur. 13 września 1928, zm. 29 września 2007 w Kapsztadzie) – południowoafrykański zapaśnik walczący w stylu wolnym. Olimpijczyk z Helsinek 1952, gdzie zajął dwunaste miejsce w kategorii do 73 kg.

## Letnie Igrzyska Olimpijskie 1952
| Konkurencja      | Rundy eliminacyjne      | Rundy eliminacyjne    | Rundy eliminacyjne      | Klas. końcowa |
| Konkurencja      | Przeciwnik I            | Przeciwnik II         | Przeciwnik III          | Miejsce       |
| ---------------- | ----------------------- | --------------------- | ----------------------- | ------------- |
| 73 kg styl wolny | Vladislav Sekal (TCH) Z | Muhammad Musa (EGY) P | Tsugio Yamazaki (JPN) P | 12.           |